# University of Washington Plaza
University of Washington Plaza je mrakodrap postavený roku 1975 ve čtvrti University District města Seattlu v americkém státě Washington. Jedná se o 99 metrů vysokou věž se 22 podlažími, navrženou architektonickou společností NBBJ, která je nejvyšší budovou města nacházející se mimo jeho centrum. Původně byla postavena jako Safeco Plaza, když měla sloužit pojišťovně Safeco jako sídlo společnosti. Až do roku 2006 byla obecně známá pod názvem Safeco Building, než ji pojišťovna prodala univerzitě University of Washington za 130 milionů dolarů. Roku 2007 pojišťovna opustila budovu, částí obchodu byla rovněž koupě tří sousedních budov, jedné rezidenční budovy s 29 jednotkami, dvou parkovacích garáží a dvou pozemních parkovišť. Všechny budovy, nacházející se na americkém území severně od této budovy, jsou menší než tato budova.